# Jewgeni Lasarewitsch Roschal
Jewgeni Lasarewitsch Roschal (russisch Евгений Лазаревич Рошал; international auch unter der englischen Form Eugene Roshal bekannt, * 10. März 1972 in Tscheljabinsk) ist ein russischer Programmierer.

## Leben und Wirken
Roschal machte sein Diplom an der ehemaligen Technischen Universität Tscheljabinsk (jetzt Staatliche Universität Südural), Fakultät Gerätebau. Bekannt wurde er vor allem für die Entwicklung des Datenkompressionsformats RAR und der zugehörigen Packprogramme für DOS und Windows. Darüber hinaus entwickelte Roschal von 1996 bis 2000 den FAR Manager, dessen Entwicklung seit 2007 als Open-Source-Projekt fortgeführt wird.
Seit 2004 tritt Roschals Bruder Alexander als Rechteinhaber für RAR und das ebenfalls von ihm entwickelte Packprogramm WinRAR auf, da Roschal eigenen Angaben zufolge keine Zeit hat, sich gleichzeitig mit der Entwicklung und Urheberrechtsfragen zu beschäftigen. In Versionshinweisen der Software wird entsprechend Alexander Roshal als Copyrightinhaber angegeben. Der Vertrieb wird exklusiv von der in Deutschland ansässigen win.rar GmbH übernommen.